# 張繼青
张继青（1939年1月3日—2022年1月6日），原名憶青，女，上海浦東人，中国昆曲表演艺术家，江蘇省蘇崑劇團一级演员，國家級非物質文化遺產傳承人。1953年在蘇州民鋒蘇劇團學蘇劇和崑劇，拜尤彩雲、曾長生為師，演旦角。曾獲中國戲劇梅花獎。張繼青有外號「張三夢」，所指演出的《驚夢》、《尋夢》、《痴夢》三戲。

## 生平
祖籍上海浦東，1939年出生于浙江烏青鎮（今桐鄉市烏鎮）。1952年，14歲的張繼青進入民鋒蘇劇團，開始了戲曲生涯；師從崑曲名家尤彩雲、俞錫侯、沈傳芷、姚傳薌、曾长生等人，工闺门旦。張繼青跟隨尤彩雲先生學戲，第一個開蒙的崑曲折子戲是《牡丹亭·遊園驚夢》；在《遊園驚夢》之後，1960年，張繼青向沈傳芷先生學習《爛柯山》的《痴夢》。1979年，張繼青再向姚傳薌學習《牡丹亭》的《尋夢》。
1983年获第一届戏剧梅花奖。曾多次率團赴義大利、德國、法國、西班牙、芬蘭、日本、韓國等國家演出，2000年在美國的華盛頓及紐約演出《朱買臣休妻》，並應邀至香港、台灣的演出與講學。
2004年退休，近年投入於培養青年演員的工作，後應白先勇的邀約，與汪世瑜一起擔任蘇州崑劇院《青春版牡丹亭》的藝術顧問。 

## 表演风格
張繼青工五旦，含蓄蘊藉，擅演〈遊園〉、〈驚夢〉、〈尋夢〉、〈斷橋〉、〈驚變〉等劇目；工正旦，風格深沉潑辣，擅演的折子戲〈癡夢〉、〈潑水〉、〈斬娥〉、〈蘆林〉等。

## 獲獎
- 第一屆中國戲劇梅花獎榜首得主。
- 1993年獲頒日本山本安英紀念獎。
- 2002年獲中國文化部頒授崑劇終身成就獎。
- 2006年在美國獲頒華人藝術家終身成就獎。[5]

## 作品
《朱買臣休妻》
《牡丹亭》
《漁家樂》
《長生殿》
《白蛇傳》
《竇娥冤》
《關漢卿》
《蝴蝶夢》
《躍鯉記·蘆林》
《驚夢》、《尋夢》、《痴夢》